# Alison Burton
Pour les articles homonymes, voir Burton.
Alison Burton-Baker (3 novembre 1921 – 9 juin 2014) est une joueuse de tennis australienne des années 1950.
Elle a notamment été finaliste aux Internationaux d'Australie en 1952 en double dames aux côtés de Mary Bevis Hawton.

## Palmarès (partiel)

### Finale en double dames
| No | Date       | Nom et lieu du tournoi            | Catégorie | Surface      | Vainqueures                           | Partenaire        | Score    |          |
| -- | ---------- | --------------------------------- | --------- | ------------ | ------------------------------------- | ----------------- | -------- | -------- |
| 1  | 18-01-1952 | Australian Championships Adélaïde | G. Chelem | Gazon (ext.) | Nancye Wynne Bolton Thelma Coyne Long | Mary Bevis Hawton | 6-1, 6-1 | Parcours |

## Parcours en Grand Chelem (partiel)
Si l’expression « Grand Chelem » désigne classiquement les quatre tournois les plus importants de l’histoire du tennis, elle n'est utilisée pour la première fois qu'en 1933, et n'acquiert la plénitude de son sens que peu à peu à partir des années 1950.

### En simple dames
| Année | Championnat d'Australie | Championnat d'Australie | Internationaux de France | Internationaux de France | Wimbledon       | Wimbledon     | US National | US National |
| ----- | ----------------------- | ----------------------- | ------------------------ | ------------------------ | --------------- | ------------- | ----------- | ----------- |
| 1946  | -                       | -                       | -                        | -                        | 1er tour (1/64) | Louise Brough | -           | -           |
| 1947  | -                       | -                       | -                        | -                        | 1er tour (1/64) | Magda Rurac   | -           | -           |
| 1948  | 2e tour (1/8)           | Nell Hall Hopman        | -                        | -                        | -               | -             | -           | -           |
| 1949  | 1/2 finale              | Doris Hart              | -                        | -                        | -               | -             | -           | -           |
| 1952  | 1/4 de finale           | Nancye Wynne            | -                        | -                        | -               | -             | -           | -           |
| 1953  | 2e tour (1/8)           | Maureen Connolly        | -                        | -                        | -               | -             | -           | -           |
| 1954  | 2e tour (1/8)           | Jenny Staley            | -                        | -                        | -               | -             | -           | -           |
| 1955  | -                       | -                       | -                        | -                        | 1er tour (1/64) | Loris Nichols | -           | -           |

À droite du résultat, l’ultime adversaire.

### En double dames
| Année | Championnat d'Australie      | Championnat d'Australie    | Internationaux de France | Internationaux de France | Wimbledon                    | Wimbledon                 | US National | US National |
| ----- | ---------------------------- | -------------------------- | ------------------------ | ------------------------ | ---------------------------- | ------------------------- | ----------- | ----------- |
| 1947  | -                            | -                          | -                        | -                        | 3e tour (1/8) Effie Hemmant  | Louise Brough M. Osborne  | -           | -           |
| 1948  | 1/2 finale Esme Ashford      | Mary Bevis Pat Jones       | -                        | -                        | -                            | -                         | -           | -           |
| 1949  | 1/4 de finale B. Bennett     | Doris Hart Marie Toomey    | -                        | -                        | -                            | -                         | -           | -           |
| 1952  | Finale Mary Bevis            | Nancye Wynne Thelma Coyne  | -                        | -                        | -                            | -                         | -           | -           |
| 1953  | 1er tour (1/8) Loris Nichols | Mary Carter Barbara Warby  | -                        | -                        | -                            | -                         | -           | -           |
| 1954  | 1er tour (1/8) Barbara Warby | Hazel Redick J. Wipplinger | -                        | -                        | -                            | -                         | -           | -           |
| 1955  | -                            | -                          | -                        | -                        | 1er tour (1/32) Doris Popple | A. Mortimer Anne Shilcock | -           | -           |

Sous le résultat, la partenaire ; à droite, l’ultime équipe adverse.

### En double mixte
| Année | Championnat d'Australie   | Championnat d'Australie  | Internationaux de France | Internationaux de France | Wimbledon | Wimbledon | US National | US National |
| ----- | ------------------------- | ------------------------ | ------------------------ | ------------------------ | --------- | --------- | ----------- | ----------- |
| 1949  | 1/4 de finale E. Stewart  | Doris Hart Frank Sedgman | -                        | -                        | -         | -         | -           | -           |
| 1952  | 1er tour (1/8) E. Stewart | D. Diggle G. Shiel       | -                        | -                        | -         | -         | -           | -           |
| 1953  | 1er tour (1/8) C. Mason   | Helen Angwin John Fraser | -                        | -                        | -         | -         | -           | -           |
| 1954  | 2e tour (1/8) C. Mason    | J. Wipplinger Abe Segal  | -                        | -                        | -         | -         | -           | -           |

Sous le résultat, le partenaire ; à droite, l’ultime équipe adverse.